# Août 1902

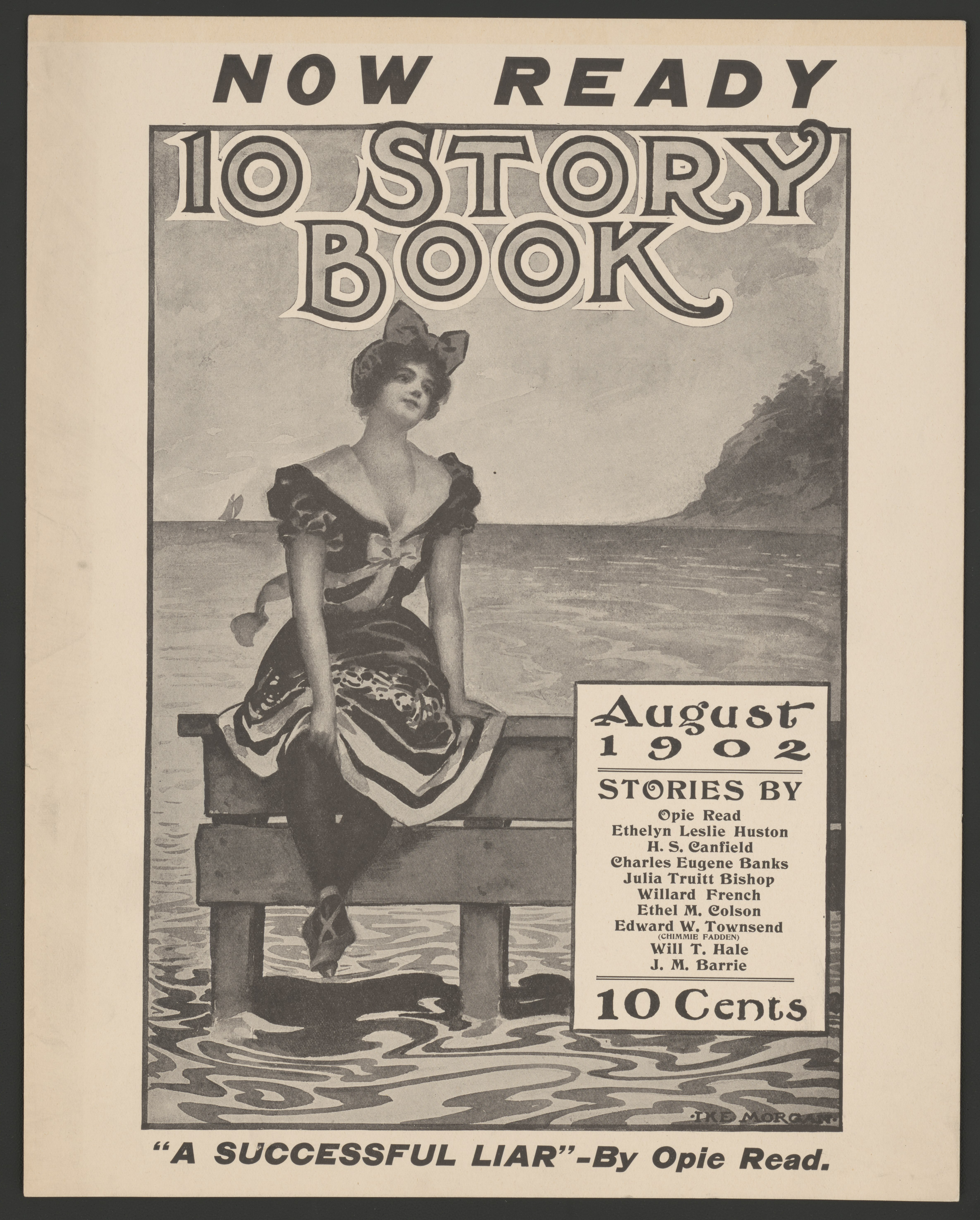
Livre de 10 histoires, août 1902 Résumé/support : 1 impression : offset ; feuille 36 x 29 cm (format affiche)

## Événements
- 1er août , France : le phénomène des vacances au mois d'août prend de l'ampleur en France. Symboliquement, la bourse de Paris clot ses cotations une heure plus tôt pendant tout le mois.
- 2 août, France : décret du gouvernement Combes ordonnant la fermeture des congrégations en « situation irrégulière ».
- 6 août (Brésil) : prise de Xapuri [1] José Plácido de Castro (en) forme une troupe qui s'empare de Xapuri et déclare l'indépendance d'Acre.
- 9 août, Royaume-Uni : couronnement du roi du Royaume-Uni Édouard VII.

## Naissances
- 5 août : Albert Valentin, scénariste et réalisateur belge († 13 avril 1968).
- 8 août : Paul Dirac, physicien britannique, prix Nobel de physique en 1933 († 1984).
- 10 août : Norma Shearer, actrice.
- 11 août : Félix Despagnet, ophtalmologue français (° 8 juin 1854).
- 13 août : Felix Wankel, ingénieur allemand en mécanique automobile († 9 octobre 1988).
- 16 août : Lucien Lanvin, couturier français.
- 22 août : Leni Riefenstahl, actrice et réalisatrice allemande († 8 septembre 2003).
- 23 août : Gaston Cordier, chirurgien français, académicien († 1965).
- 26 août : On Watanabe (mort le 10 février 1930), écrivain japonais.
- 27 août : Willam Christensen, danseur, chorégraphe et maître de ballet américain († 2001).
- 30 août : Józef Maria Bocheński, philosophe polonais († 8 février 1995).

## Décès
- 8 août : James Tissot, peintre et graveur français (° 15 octobre 1836).
- 26 août : Charles Chincholle (né le 16 juillet 1843), journaliste et écrivain français.